# Marianna Toli
Marianna Toli (griechisch Μαριάννα Τόλη; * 1952; † 29. Dezember 2018) war eine griechische Sängerin, Schauspielerin und Theater-Regisseurin. 

## Leben und Wirken
Sie studierte Kunstgeschichte in den Vereinigten Staaten von Amerika sowie klassischen und modernen Tanz in London, danach war sie an der nationalen Schauspielschule in Athen. Sie wurde dann als Musicaldarstellerin tätig und spielte in Stücken wie Evita oder Chicago. Zusammen mit drei weiteren Sängern trat sie für Griechenland beim Eurovision Song Contest 1977 an. Mit dem Popsong Mathema Solfege erreichte die Gruppe den fünften Platz.
Ab den 1990er Jahren wurde sie verstärkt als Regisseurin im Bereich Musical und Jugendtheater tätig. Sie starb Ende Dezember 2018 nach einer Krebserkrankung.